# Passau
Passau (Latin: Batavis hoặc Batavia, hoặc Passavium; Ý: Passavia; Séc: Pasov, Slovene: Pasav) cũng được gọi là Dreiflüssestadt (Thành phố Ba Sông), bởi vì có sông Inn chảy vào từ phía Nam, và sông Ilz đổ vào sau khi ra khỏi rừng Bayern về phía Bắc. Passau là một thành phố trong bang Bayern, Đức. Thành phố có diện tích 69,58 kilômét vuông, dân số là 50.507 người, trong đó khoảng 10.000 là sinh viên tại Đại học Passau địa phương. Các trường đại học, thành lập vào cuối những năm 1970, là phần mở rộng của Viện Khoa học Công giáo (Katholisch-Theologische Fakultät) thành lập năm 1622. Nó là nổi tiếng ở Đức với các viện của mình về Kinh tế, Luật, Thần học, Khoa học máy tính và văn hóa khoa học.

Passau
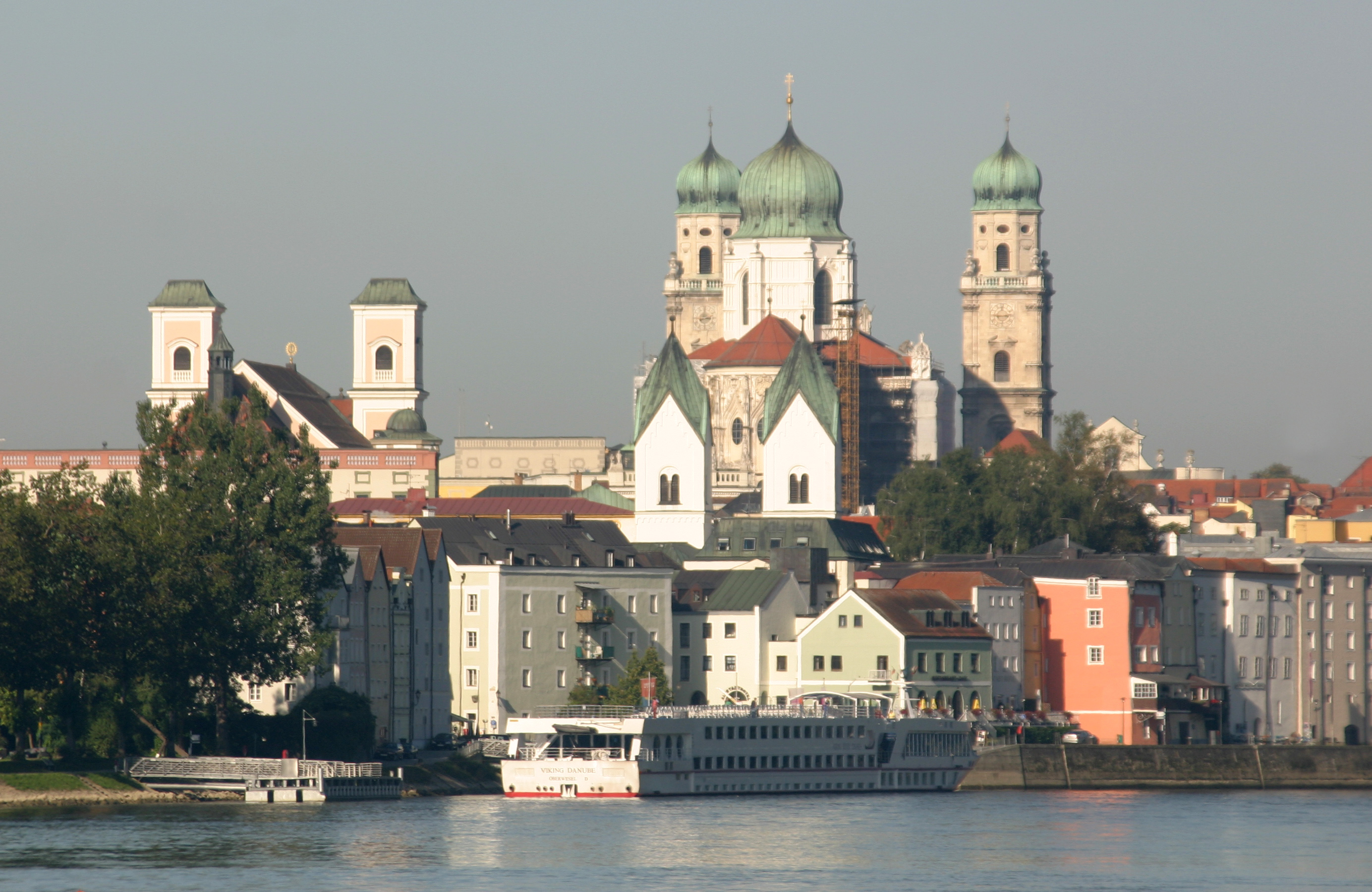
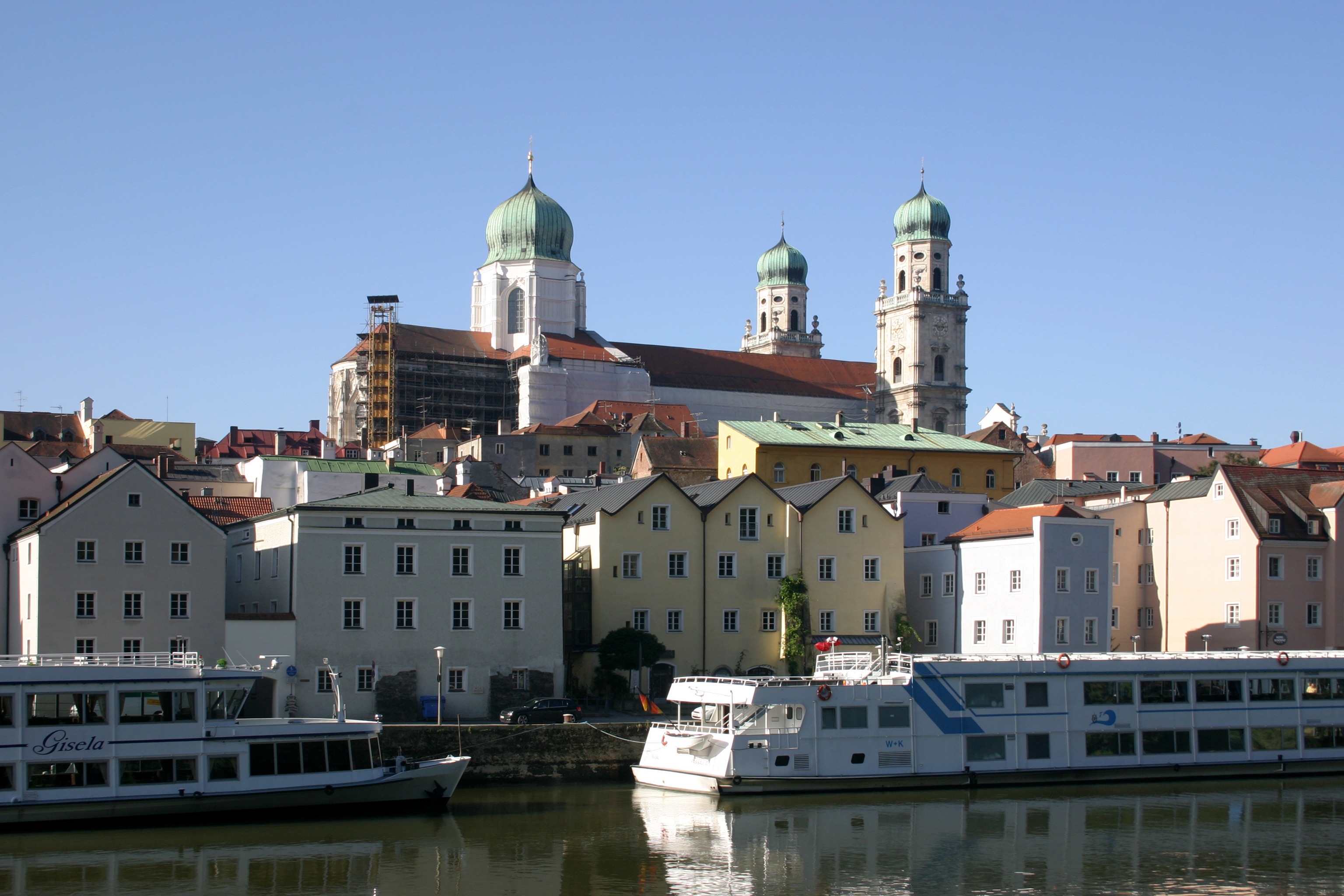
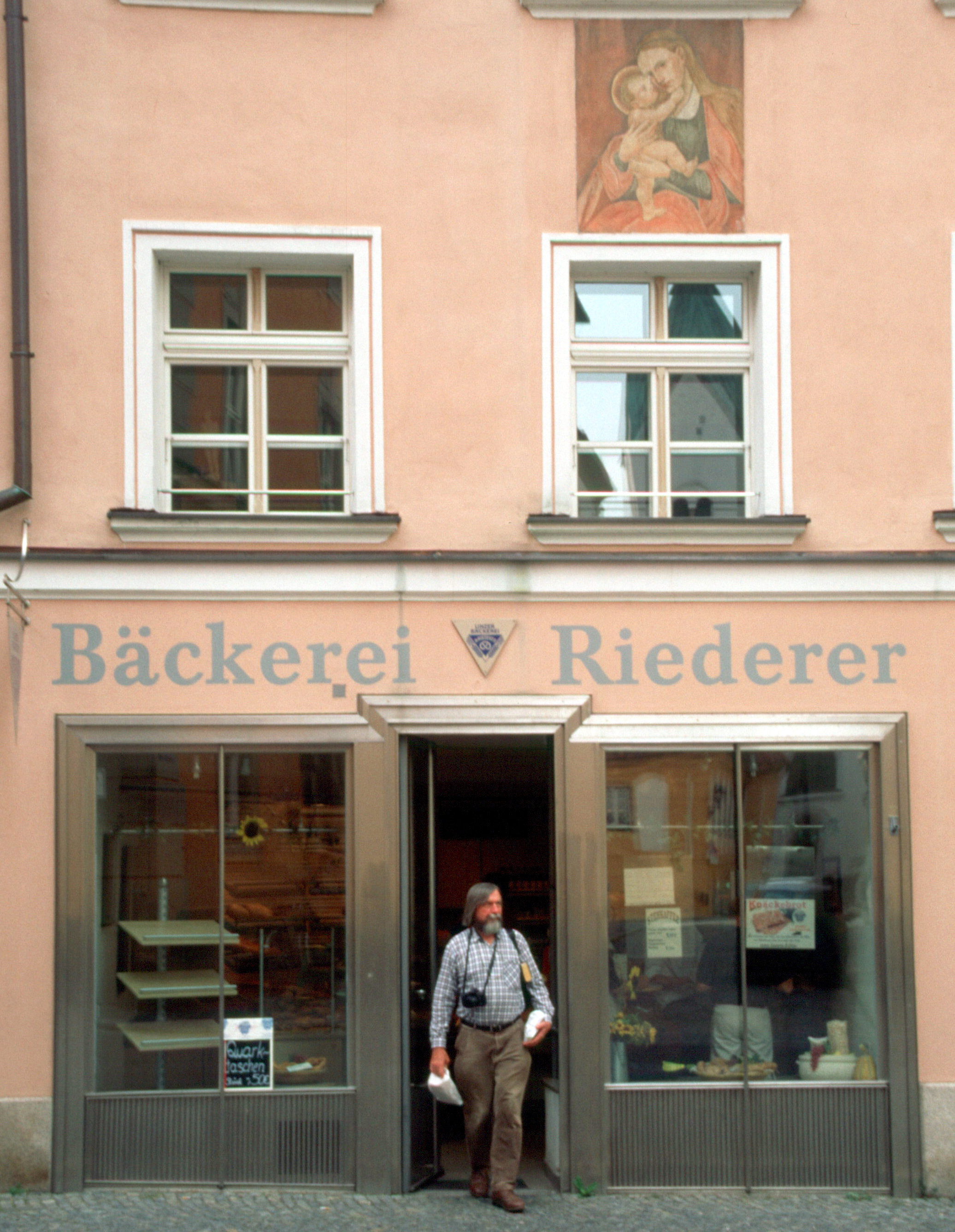
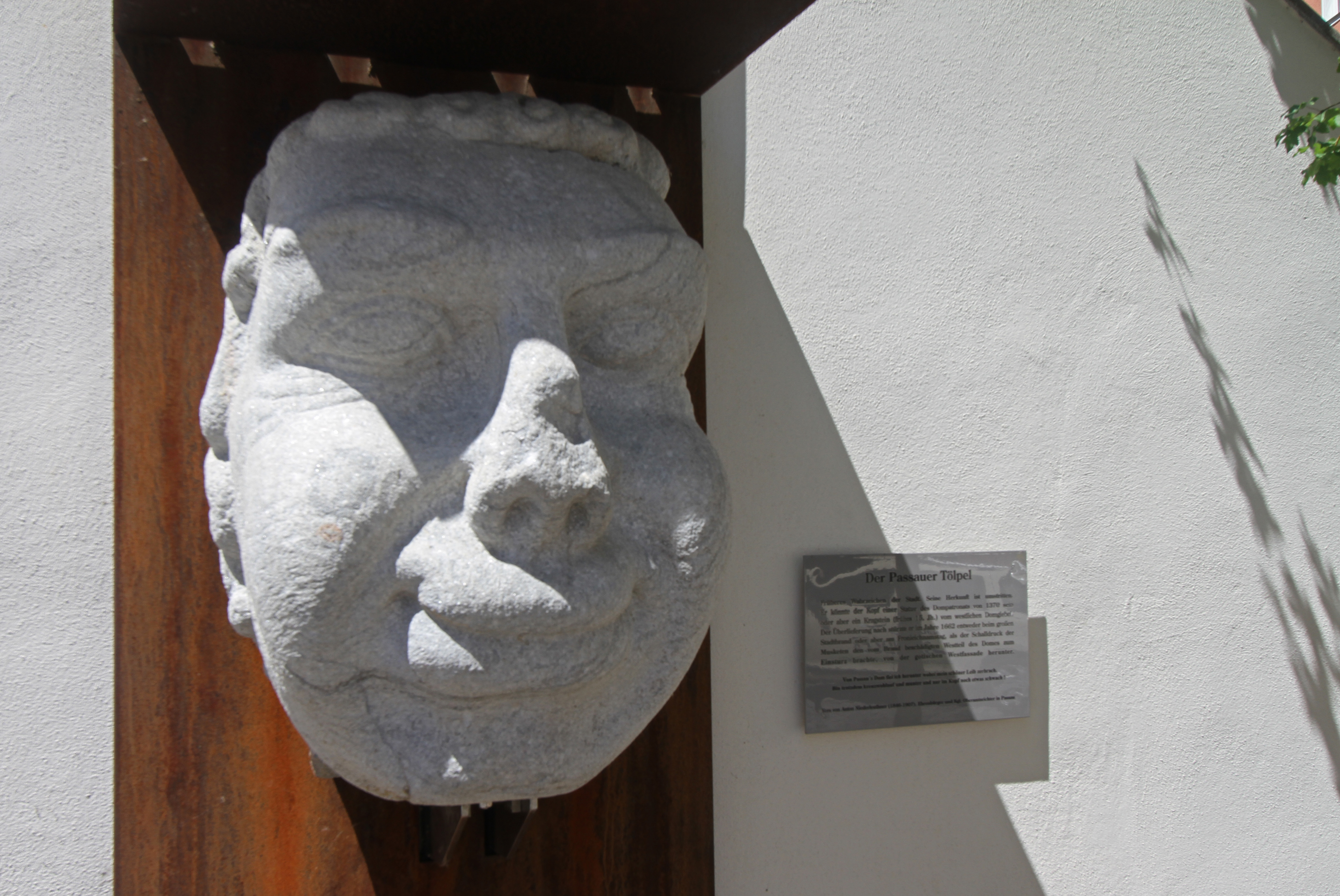
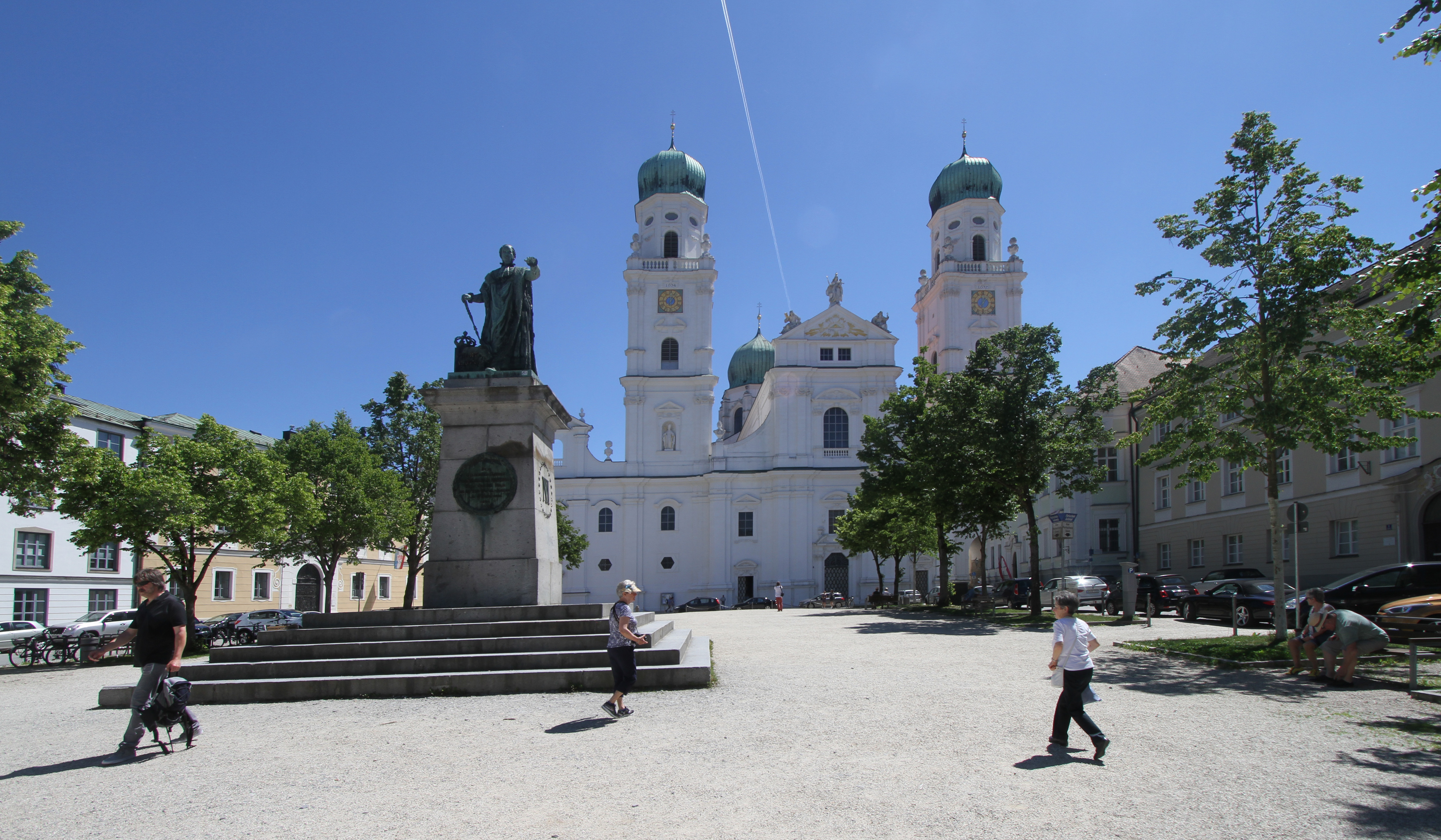
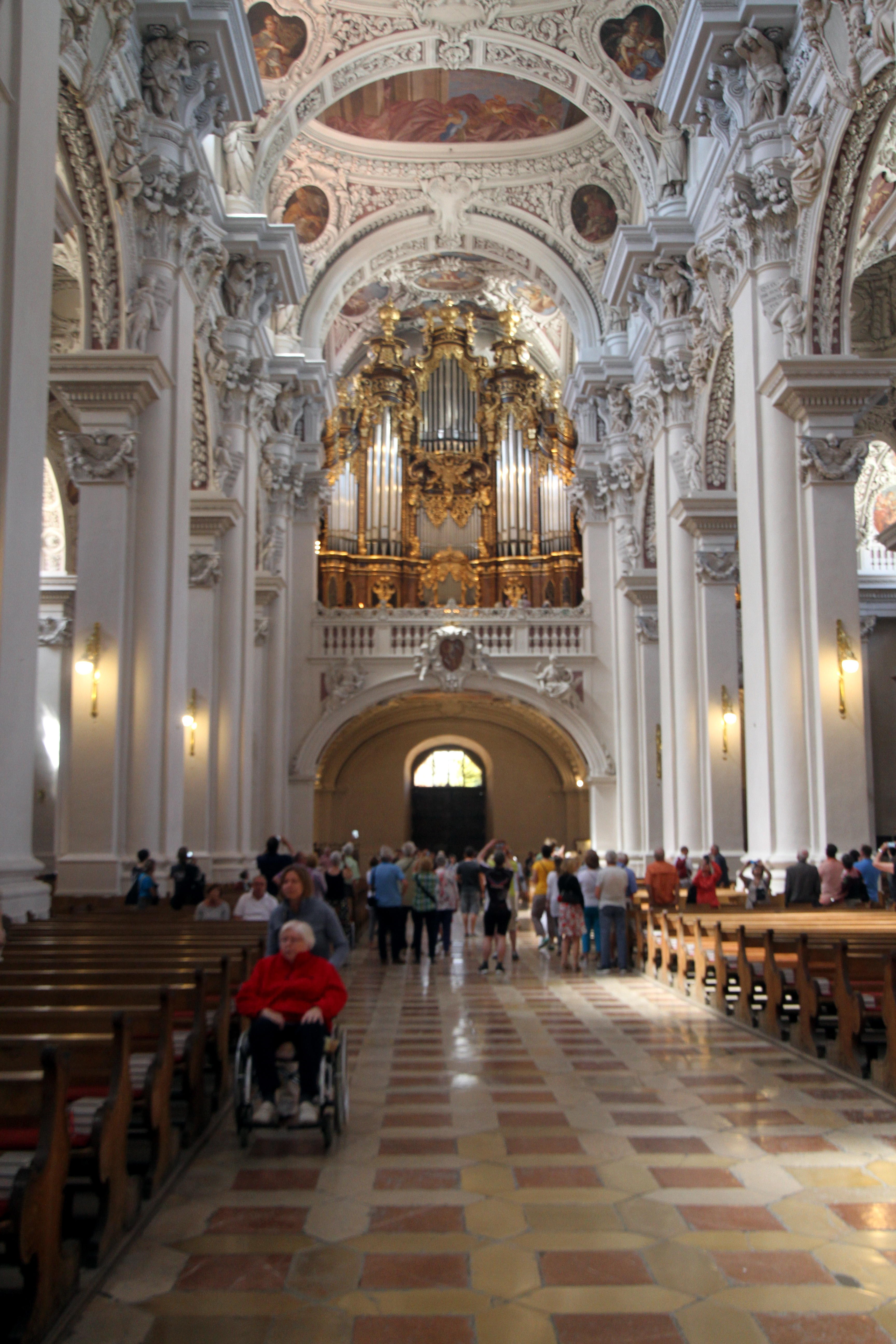
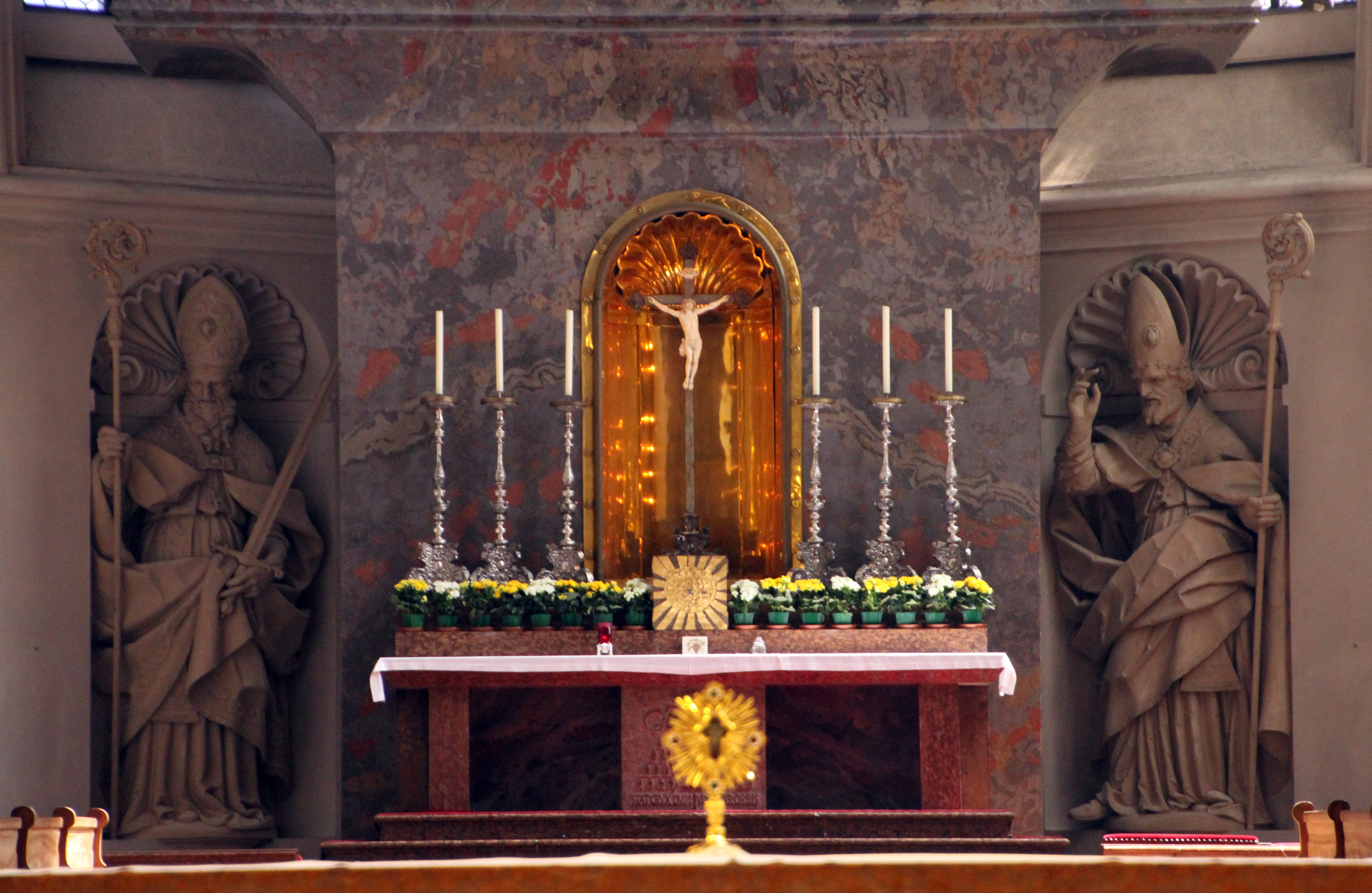